# Politikai szocializáció
A politikai szocializáció biztosítja a politikai kultúra fennmaradását: a szocializáció során a politikai értékek kialakulása és generációról generációra való átadása megy végbe, az egyén egész életét végigkíséri.
Létezik közvetlen és közvetett szocializáció. Közvetlen szocializációról akkor beszélhetünk, ha az információ és az értékek átadása  személyes kontaktus révén valósul meg (pl. állampolgári ismeretek tanítása az általános iskolában). A közvetett szocializáció főleg a gyermekkorban gyakori és jelentős: ennek során a politikai nézeteink a mindennapi, véletlen tapasztalatok útján változnak.
A társadalmak szocializációs szokásaiban találhatunk megosztó és egyesítő mintákat is. Egyesítő minta lehet például egy ország háborúba való becsatlakozásának esete: valószínűleg mindenki ellenezni fogja ezt a lépést. Vannak azonban kisebb volumenű belföldi kérdések, amelyek esetében a társadalom különböző rétegei más elveket vallanak.

## A politikai szocializáció színterei
A politikai szocializáció színtereit a politikai választásokat, magatartást befolyásoló intézmények, szervezetek és csoportok adják.
- Család

Ez az első szocializációs forrás, mind közvetlen, mind közvetett befolyással rendelkezik.
- Iskola

Az iskola ismerteti meg a diákokkal a politika világát, a politikai intézményeket. A társadalmi értékek és attitűdök, állampolgári ismeretek átadása is itt történik.
- Egyház, vallási intézmények

A vallás által meghatározott értékek elfogadása döntő lehet a pártpreferenciák kialakításában is.
- Kortárs csoportok, munkahely

A csoportban elfogadott értékekhez, értékrendhez, viselkedési normákhoz kell alkalmazkodnia annak, aki a csoport tagjává szeretne válni, vagy annak tagja szeretne maradni.
- Tömegtájékoztatás

A sajtó, média által közölt anyagok mind az emberek ellenszenvét, mind szimpátiáját kiválthatják- így egy párttal, politikussal kapcsolatos anyag is befolyásolja a közönség véleményét.
- Társadalmi osztály

Különbségek figyelhetők meg a társadalmi osztályok politikai értékeit, pártválasztásukat tekintve: a legfelső társadalmi osztály sok esetben más párthoz húz és más elveket vall, mint a társadalom legalsó rétege. Más kérdések foglalkoztatják őket, ezek pedig különböző politikai csoportokban vannak képviselve.
- Politikai pártok

Megpróbálják a társadalom minél nagyobb részét bevonni a politikába, a különböző kérdések megítélésével minél nagyobb csoportokat megszólítani és szimpátiájukat elnyerni.
- Érdekcsoportok

Például: szakszervezetek, közcélú csoportok.
- Személyes kapcsolat a politikai rendszerrel

A személyes kapcsolat a legmeghatározóbb tényező, hiszen egy jó benyomás képes megváltoztatni az addig kialakított preferenciáinkat.

## A politikai szocializáció modelljei
- A demokratikus politikai szocializáció modellje (konfliktuskihordó modell- a nyugati társadalmak jellemzője)

Azon feszültségek csillapítására, konszenzusos úton való megoldására szolgál, amelyek a modern demokráciákban jellemzőek. A formális, informális, kulturális tényezők, valamint a tapasztalatok képesek a konfliktusok tárgyalásos úton való megoldására.
- A fragmentált modell (pl. Magyarország)

A szocializáció színterei közötti kapcsolat gyenge, a pártok egyre hangsúlyosabban vannak jelen. Az intézményes szocializáció és a család egyre kevesebb szereppel bír, míg a kortárs csoportok befolyásoló szerepe megnövekszik: az iskolán kívüli politikai szocializáció egyre jelentősebb.
Tehát a család, mint az szocializáció elsődleges színtere, egyre inkább veszít ezen sajátosságából. Ennek hátterében a család szerepének újradefiniálása áll: egyre több a csonka család, a párkapcsolatban élők gyermekvállalása, a nők munkavállalása is egyre elterjedtebb, a gyermekek nem otthon, családon kívül töltött ideje is egyre jelentősebb. A modern családokban gyakoriak a kohéziós problémák, a családi kötelékek lazulása, a gyermekekre jutó kevés idő- ennek hatására a gyerekek a médiában, a kortárs csoportokban keresnek vigaszt, így ezek befolyásoló szerepével a szülők és tanárok nem tudnak versenyezni.

## Magyarország
Magyarországon a kommunizmus éveinek hatására nem alakult ki a nemzeti identitásnak érvényes, társadalmi konszenzuson nyugvó mintája. A nemzet nem válhatott az intézményes szocializáció kiindulópontjává, mivel nem alakult ki demokratikus közösségi jellege. Mivel az elnyomás évei alatt a politikai szocializáció színterei is működésképtelenek voltak (konfliktustagadó, konfliktuskerülő szocializáció), a nemzeti és politikai identitás sem alakulhatott ki.
A rendszerváltás után a demokratikus szocializáció modellje lassan indult épülésnek. Ennek hatására egyfajta „szocializációs vákuum”  jött létre, amelyben a szocializáció elsődleges színtereit nem a család, az iskola, a közösség alkották, hanem a pártok. A szavazók legnagyobb része a társadalmi hátterével összefüggésbe hozható pártra szavazott.   A választásokon nyilvánvalóvá vált, hogy az emberek pártpreferenciája változott, amely a változó pártstruktúrával is kapcsolatban áll. A fiatalság esetében nem a pártszimpátia, a társadalmi státusz hasonlósága volt megfigyelhető, hanem azon párthoz húzás, amely a rendszerváltó nemzedék képviselőjeként jelent meg.